# Ludwik Uzarowicz

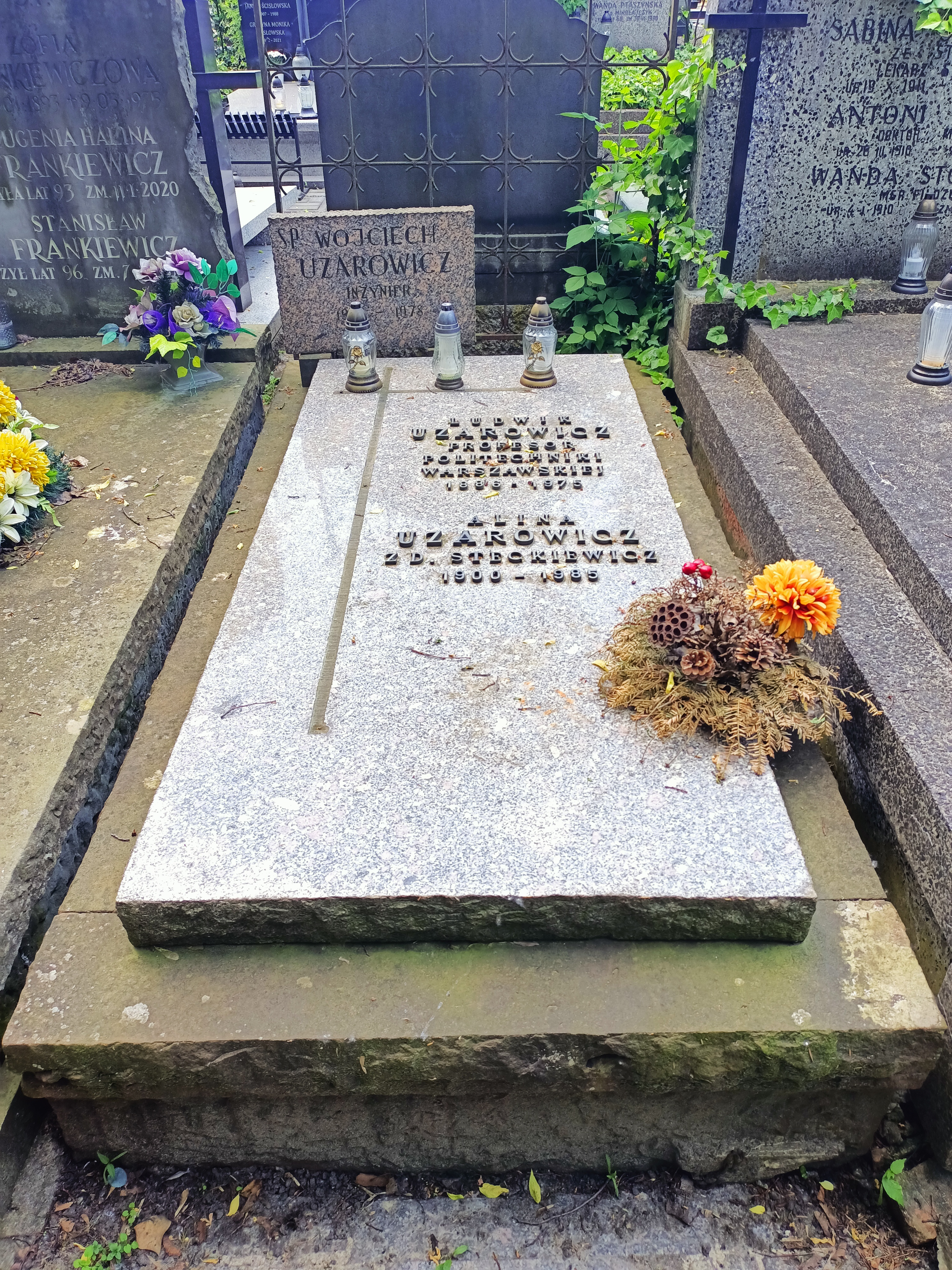
Grób Leszka Uzarowicza na Cmentarzu Powązkowskim

Ludwik Uzarowicz (ur. 18 lipca 1886 w Sadłowie, zm. 10 maja 1975 w Warszawie) – polski inżynier mechanik i elektryk, profesor zwyczajny Politechniki Warszawskiej, pierwszy powojenny prezes Stowarzyszenia Inżynierów i Techników Mechaników Polskich.

## Życiorys
Urodził się w rodzinie Aleksandra, nauczyciela szkoły ludowej, i Marianny ze Strzeleckich. Miał siostrę Zofię i trzech braci: Henryka, Zygmunta, Aleksandra oraz sześcioro rodzeństwa przyrodniego. Ukończył szkołę średnią, następnie w 1904 r. trzyletnie Seminarium Nauczycielskie w Rypinie. W styczniu 1908 r. wstąpił do Szkoły Mechaniczno-Technicznej im. H. Wawelberga i S. Rotwanda w Warszawie, gdzie w lutym 1912 r. otrzymał dyplom inżyniera mechanika. W lipcu 1913 r. uzyskał tytuł inżyniera elektryka paryskiej Ecole Superieure d’Electricite. 
Swoją pracę zawodową rozpoczął w 1913 r. w firmie „Bracia Geisler, Okolski i Patschke” w Warszawie w charakterze konstruktora modernizacji odlewni żeliwa i budowy stalowni bessemerowskiej. W latach 1914–1915 pracował w Zakładach Putiłowskich w Petersburgu, a w latach 1915–1917 w firmie „Nobel” także w Petersburgu, a w latach 1917–1919 w firmie „Aksaj” w Rostowie nad Donem jako główny inżynier-mechanik.
Po I wojnie światowej i powrocie do Polski w latach 1919–1939 został wykładowcą i kierownikiem warsztatów i laboratorium obróbki metali w Państwowej Szkole Budowy Maszyn i Elektrotechniki im. H. Wawelberga i S. Rotwanda i w Towarzystwie Kursów Technicznych w Warszawie.
Podczas II wojny światowej zatrudniony był w średniej Szkole Technicznej, prowadząc zarazem tajne nauczanie na poziomie szkoły wyższej.
W 1945 r. został mianowany rektorem Szkoły Inżynierskiej im. Hipolita Wawelberga i Stanisława Rotwanda i rektorem Wieczorowej Szkoły Inżynierskiej w Warszawie, pozostał na tych stanowiskach do 1951 r. W 1947 r. otrzymał nominację na profesora nadzwyczajnego, a w 1951 został mianowany profesorem zwyczajnym i kierownikiem Katedry Eksploatacji Obrabiarek Politechniki Warszawskiej.
Działalność społeczna Ludwika Uzarowicza była skoncentrowana przede wszystkim w Stowarzyszeniu Inżynierów Mechaników Polskich, gdzie w latach 1946–1948 był przewodniczącym Zarządu Głównego, a od 1955 r. członkiem honorowym. Był jednym ze współzałożycieli Naczelnej Organizacji Technicznej, gdzie uczestniczył w pracach wielu jej komisji i komitetów, m.in. od 1959 r. kierował Komitetem Gospodarki Środkami Trwałymi NOT.
Na dorobek piśmienniczy prof. Ludwika Uzarowicza składa się wiele artykułów opublikowanych na łamach „Mechanika”, „Przeglądu Mechanicznego” i „Przeglądu Technicznego”, poświęconych głównie organizacji warsztatów, metodyce zajęć warsztatowych, kształceniu i dokształcaniu na różnych poziomach wiedzy oraz gospodarce remontowej. Był również współautorem podręczników i poradników, takich jak „Mechanik. Podręcznik do  obliczania i konstruowania dla inżynierów, techników i słuchaczy szkół technicznych” t. I–II (1927–1932), „Mechanik.  Poradnik techniczny” (1958) czy wielokrotnie wznawiany „Poradnik warsztatowca mechanika” (wyd. 6  w 1971). Z innych jego opracowań na uwagę zasługują: „Technologia obróbki bezwiórowej. Odlewnictwo dla kierunku Mechanicznego” (1962) i „Zagadnienia zużycia i  podnoszenia  trwałości  maszyn” (1965).
Był mężem Aliny ze Steckiewiczów (1900–1985), z którą miał synów: Andrzeja (1922–2002), Wojciecha (1923–1978) i Ludwika Michała (1930–1996).
Zmarł w Warszawie, spoczywa na cmentarzu Powązkowskim (kwatera 130-1-26).

## Ordery i odznaczenia
- Order Sztandaru Pracy I klasy (1949)[1]
- Krzyż Komandorski Orderu Odrodzenia Polski (1958)[1]
- Krzyż Oficerski Orderu Odrodzenia Polski (11 lipca 1948)[3]
- Złoty Krzyż Zasługi (1935)[1]
- Medal 10-lecia Polski Ludowej (19 stycznia 1955)[4]
- Medal Komisji Edukacji Narodowej (1969)[5]